# Cambridge University Botanic Garden

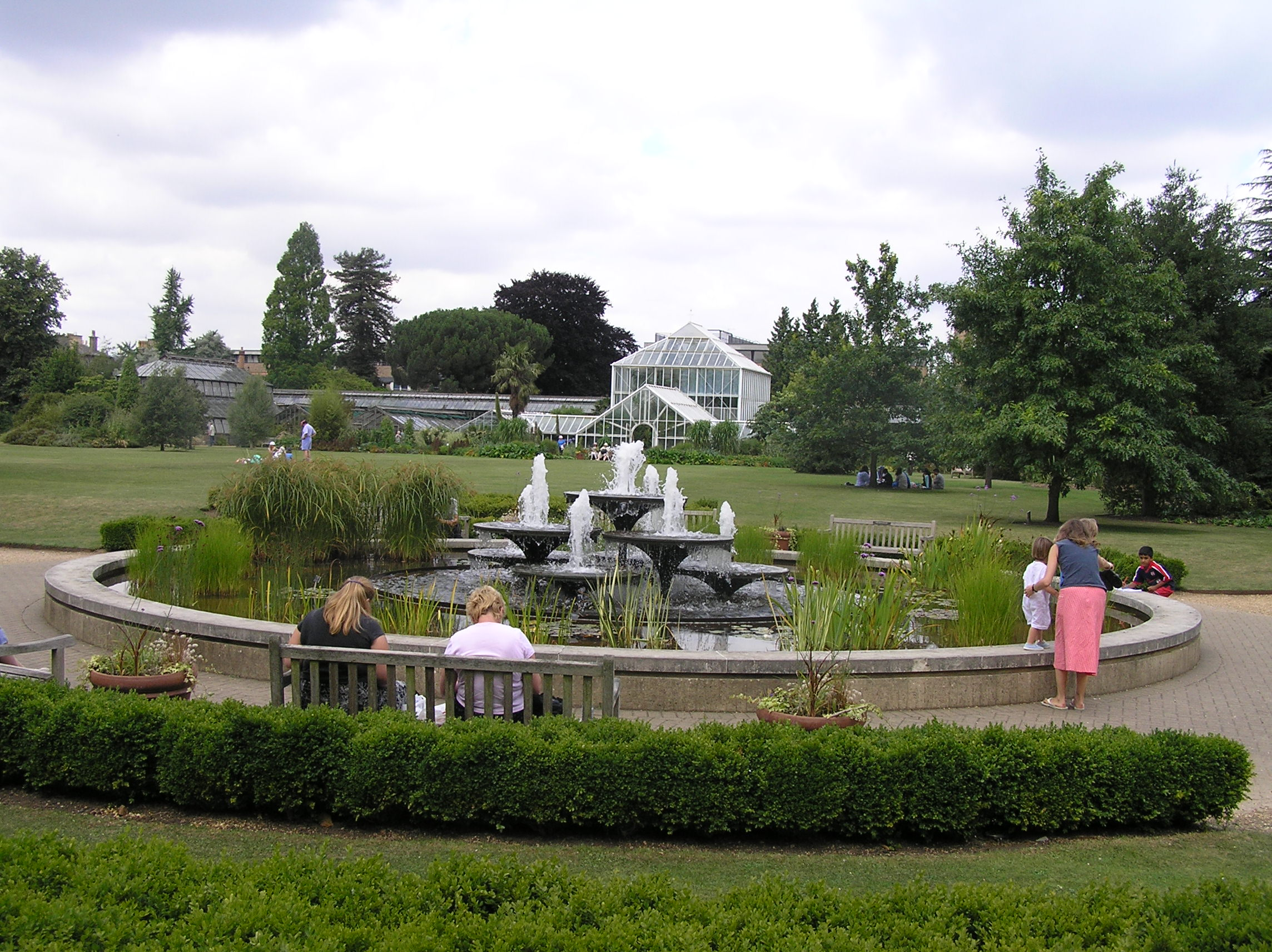
La font i els hivernacles

El Cambridge University Botanic Garden (en català, jardí botànic de la Universitat de Cambridge) és un jardí botànic situat a Cambridge al Regne Unit. D'una superfície de 16 hectàrees, està situat entre el centre de la ciutat i l'estació de Cambridge.
Fundat per a la universitat de Cambridge el 1831 per John Stevens Henslow (1795-1861), el jardí va obrir al públic el 1846. Molts el consideren com el segon en importància darrere els Jardins Botànics Reials de Kew.

## Col·lecció
- Autumn colour garden (Jardí del color de la tardor)
- Bed of British native plants
- Dry garden (Jardí sec, mostra de plantació de reg reduït)
- Aiguamoll
- Genetics garden (jardí genètic)

Al jardí hi ha més de 3.000 espècies protegides a nombrosos hivernacles per protegir-los del clima anglès:
- - L'hivernacle temperat: hi són emmagatzemades nombroses plantes originàries de climes oceànics. No requereixen un clima gaire càlid però han de ser protegides absolutament de les glaçades.
  - Alpine house (casa alpina)
  - Belize house (casa de Belize)
  - Cactus house (casa del cactus)
  - Conservatory (amb exposicions variables)
  - Evolution house (casa de l'evolució)
  - Filmy fern house (casa de les falgueres, tancada per renovació)
  - Succulent and carnivorous plant house (casa de les plantes suculentes i de les plantes carnívores)
  - Wet tropical house (casa tropical humida)

- Llac

- Col·leccions nacionals de:
  - Alchemilla
  - Bergenia
  - Fritil·lària
  - Lavanda
  - Xuclamel
  - Grosella
  - Ruscus
  - Saxífraga
  - Tulipes
  - Geranis

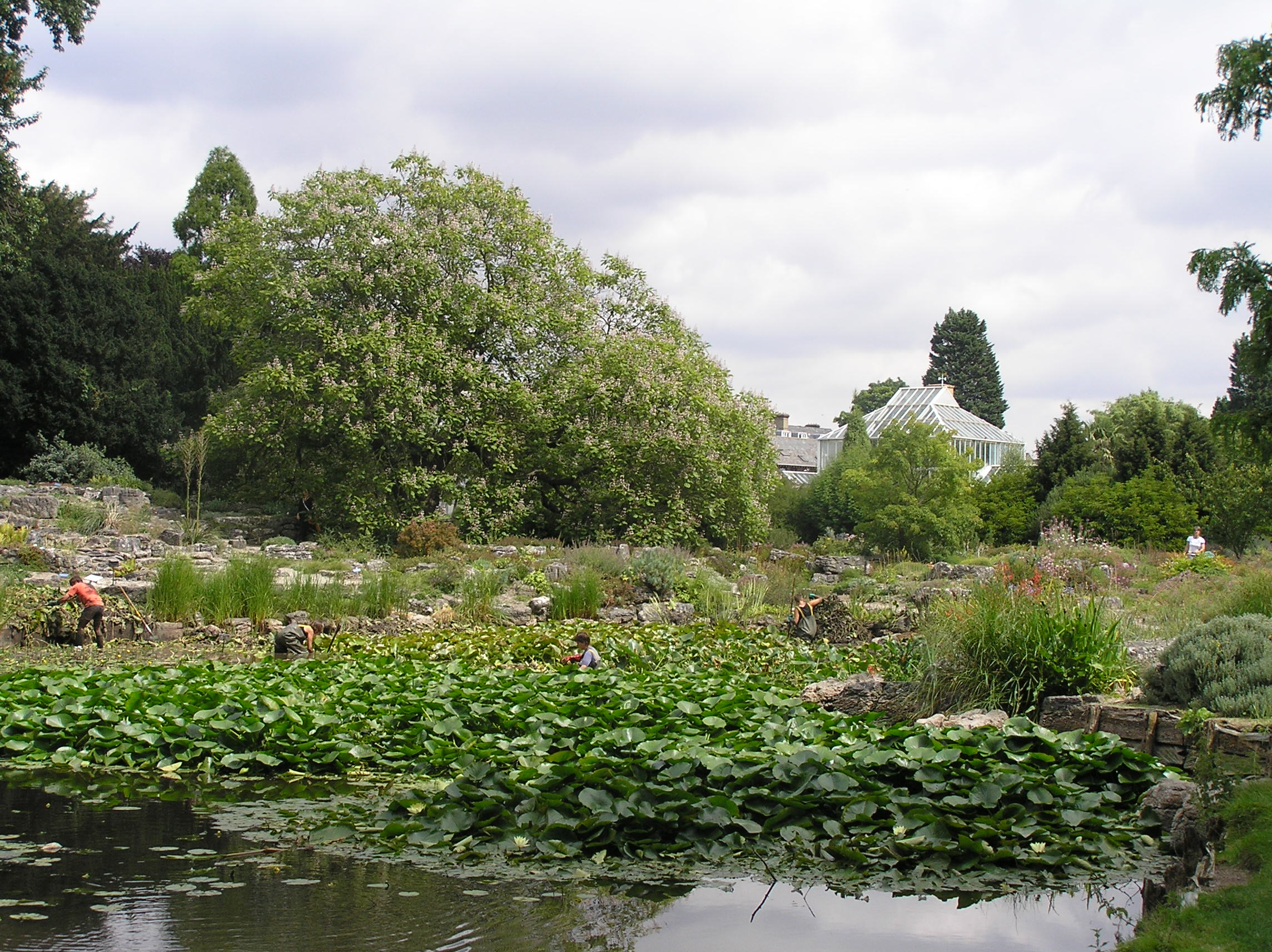
El llac i els hivernacless a segon pla

- Jardí de rocall (Rock gardens) per a plantes alpines:
  - Jardí de rocall calcari construït entre 1954 i 1957
  - Jardí de rocall de gres

- Jardí perfumat
- Col·lecció d'arbres
- Jardí aquàtic
- Jardí d'hivern (desembre a abril)
- Jardí forestal

## Activitats
S'organitzen al seu recinte nombroses activitats relacionades amb les plantes i la natura, també hi tenen lloc diversos actes públics, com la jornada de gran rellevància popular del dia de la poma (Apple day).
- Selecció d'arbres i cures (Tree Selection and Care)
- Fent cistells i barrets (Making Rush Baskets and Hats)
- Dibuixant plantes amb ploma i tinta (Illustrating Plants using Pen and Ink)
- Pintant les collites de la Tardor (Painting the Autumn Harvest)
- La Fusta: la història interna (Wood: the Inside Story)
- Les estacions al jardí: Hivern (Gardening Seasons: Winter)
- Identificació dels arbres a l'Hivern (Winter Tree Identification)

Molts d'aquests actes els organitzen i financen els Amics del Jardí Botànic de Cambridge (Friends of Cambridge Botanic Garden) que recullen fons amb diversos mètodes i fundacions, actuant també com a voluntariat.